# 菅原雅規
菅原 雅規（すがわら の まさのり）は、平安時代中期の貴族。右大臣・菅原道真の孫で大学頭・菅原高視の子。官位は従四位上・山城守。幼名を久松麿。英比殿とも称す。

## 経歴
延喜元年（901年）昌泰の変が発生すると、祖父の右大臣・菅原道真、父の右少弁・高視とともに連座し、雅規は尾張国への流罪となった。
文章博士となり、のちに左少弁を務めたという。また、村上朝で淡路守・因幡守・和泉守、円融朝で山城守など諸国の国司を務めた。天元2年（979年）8月卒去。享年61か。
天暦2年（948年）久松寺を開基。末裔には久松氏がいるとされる。

## 官歴
- 天暦9年（955年） 10月8日：見淡路守[1]
- 応和元年（961年） 3月5日：見因幡守[2]
- 康保4年（967年） 8月3日：見前和泉守従五位上[3]
- 時期不詳：従四位上[4]。文章博士[4]。右少弁[5]。山城守[6]
- 天元2年（979年） 8月：卒去[7]

## 系譜
- 父：菅原高視
- 母：菅原宗岳の娘
- 妻：安倍春の娘
  - 男子：菅原資忠（936-989）
- 生母不詳の子女
  - 男子：菅原董宣
  - 男子：良正 - あるいは菅原為紀の子
  - 女子：菅原為紀室